# Neuville-Bourjonval
Neuville-Bourjonval är en kommun i departementet Pas-de-Calais i regionen Hauts-de-France i norra Frankrike. Kommunen ligger i kantonen Bertincourt som tillhör arrondissementet Arras. År 2022 hade Neuville-Bourjonval 170 invånare.

## Befolkningsutveckling
Antalet invånare i kommunen Neuville-Bourjonval
| Referens: INSEE |